# Melecta thoracica
Melecta thoracica là một loài Hymenoptera trong họ Apidae. Loài này được Cresson mô tả khoa học năm 1875.